# Colonia San Juan, Dolores Hidalgo
Colonia San Juan är en ort i Mexiko.   Den ligger i kommunen Dolores Hidalgo och delstaten Guanajuato, i den centrala delen av landet, 270 km nordväst om huvudstaden Mexico City. Colonia San Juan ligger 1 951 meter över havet och antalet invånare är 252.
Terrängen runt Colonia San Juan är huvudsakligen platt, men västerut är den kuperad. Runt Colonia San Juan är det ganska tätbefolkat, med 96 invånare per kvadratkilometer. Närmaste större samhälle är Dolores Hidalgo, 2,4 km norr om Colonia San Juan. Trakten runt Colonia San Juan består i huvudsak av gräsmarker.